# Petit Denis
Petit Denis (né Denis Koulaté le 23 septembre 1976 à Tabou, Bas-Sassandra) est un chanteur, parolier et compositeur ivoirien.
Petit Denis est l'un des pionniers du Zouglou, qu'il contribue à populariser à travers l'Afrique. Il est considéré comme un ambassadeur de la culture ivoirienne en Afrique. Petit Denis a notamment remporté le Kora awards en 2004.

## Biographie
Fils de Kla Hinéné Henriette, Petit Denis, appelé Denco ou encore Oh Pah (papa en pays Bété) fait partie des artistes qui ont réussi à imposer le Zouglou en Côte d'Ivoire et même au-delà de ses frontières.
« Oh Pah » commence tout d'abord à Gbatanikro (un temple du Zouglou car Gbata a fourni de grands noms (Yodé, Siro, Sur chocs...) avant d'attaquer Abidjan et ses environs puis aujourd'hui le monde extérieur à son pays.
Malgré ses frasques, Denco jouit d'une grande notoriété dans le milieu de la jeunesse ivoirienne. Il a subi diverses humiliations liées à des comportements jugés répréhensibles mais reste l'un des meilleurs artistes zouglou de sa génération.

## Carrière
Petit Denis est apparu aux ivoiriens en 1996 avec son titre à succès Zigbogbolôh, issu de son album Tournoi. Cette voix emblématique du zouglou, a fait ses premiers pas dans la musique, avec le défunt groupe Poussin choc aujourd’hui incarné par Petit Yodé et L'Enfant Siro. Il est très populaire auprès des mélomanes ivoiriens et africains par ses morceaux comiques sur les tares de la société ivoirienne. Le 26 novembre 2006, pour ses 10 ans de carrière, Petit Denis remplit le Palais de la Culture d'Abidjan avec plus de 6 500 spectateurs, alors que la salle n'offrait qu'une capacité de 4 500 places.
Le 5 février 2016, Petit Denis sort son 7e album El Capo, composé de 10 titres contenant des featurings avec Kamnouze, Singuila, Black Kent, Youssoupha et Jango Jack.
Le 8 Octobre 2022, Denco Petit Denis sort Lampedusa un EP composé de 5 titres, plus un clip.

## Discographie

### Albums studio
- 1996 : Tournoi
- 1998 : Mon Gbêssê
- 2001 : Pour votre propre sécurité
- 2002 : Krakement 14
- 2005 : Flôcô 1
- 2007 : La Main de Dieu
- 2016 : El Capo (disponible uniquement en téléchargement)
- 2022 : Lampedusa